# زوئووژم
شهر زوئووژم (به فرانسوی: Zwevegem) در شهرستان کورتریک در استان فلاندری غربی در منطقه فلاندری در کشور بلژیک واقع شده‌است.